# Tannöd

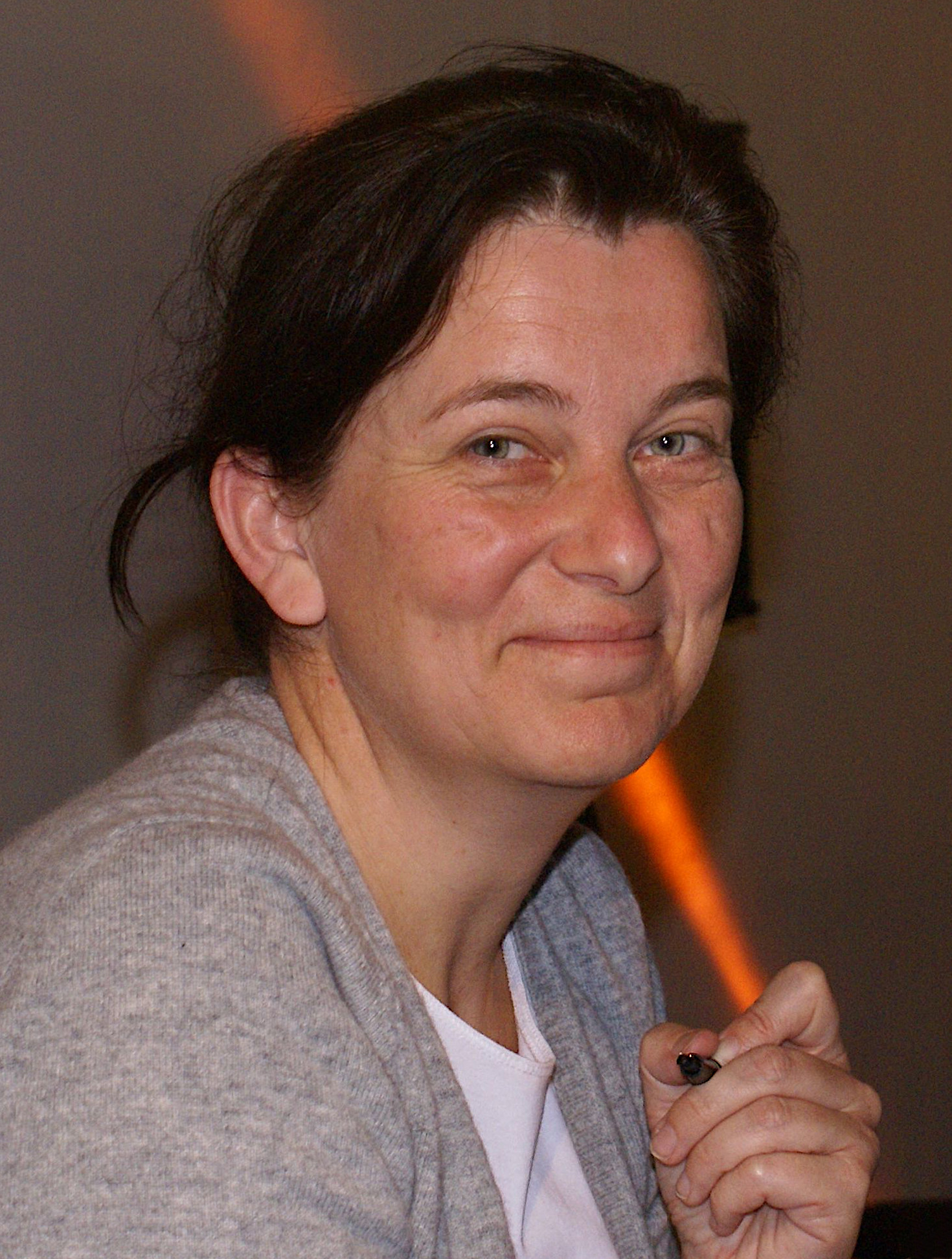
Andrea Maria Schenkel

Tannöd é um romance da autora alemã Andrea Maria Schenkel. Foi publicado pela primeira vez na Alemanha em janeiro de 2006 e adaptado para o cinema em 2009.

## Conteúdo
O romance narra a história de um assassinato múltiplo em uma fazenda bávara isolada chamada Tannöd na década de 1950. Os pontos de vista das vítimas, das testemunhas e do perpetrador estão interligados em 39 passagens curtas. Através destes testemunhos amplamente separados, o leitor constrói gradualmente uma imagem completa dos eventos que levam uma família rural, encabeçada por um pai tirânico e abusivo, a ser brutalmente assassinada.

## Fundo
O romance é baseado no assassinato não solucionado de uma família inteira em 1922 na fazenda Hinterkaifeck, na Baviera.

## Adaptações
Uma adaptação cinematográfica do romance com o mesmo título "Tannöd" foi lançada nos cinemas na Alemanha em 19 de novembro de 2009, dirigida por Bettina Oberli, (Wüste-Film West) e estrelando Julia Jentsch, Monica Bleibtreu e Volker Bruch.

## Prêmios
- 2007: Deutscher Krimi Preis, Friedrich Glauser Prize
- 2008: Swedish Crime Fiction Prize.
- Audiobook: Corine Literature Prize|CORINE-Weltbild-Leserpreis.

## Publicações
Em maio de 2009, um milhão de cópias foram vendidas do romance Tannöd. A tradução em inglês do romance foi lançada pela Quercus Publishing em 5 de junho de 2008. O título é  The Murder Farm . Quercus lançou uma edição em brochura de  The Murder Farm  em 26 de dezembro de 2008.
O Grupo Editorial Record publicou o livro no Brasil em 2011